# Boechereae
Boechereae es una tribu de plantas pertenecientes a la familia Brassicaceae. El género tipo es: Boechera A. Love & D. Love.

## Géneros
- Anelsonia J. F. Macbr. & Payson
- Boechera Á. Löve & D. Löve
- Borodinia N. Busch =~ Boechera Á. Löve & D. Löve
- Cusickiella Rollins
- Nevada N. H. Holmgren ~ Boechera A. Love & D. Love
- Phoenicaulis Nutt.
- Polyctenium Greene
- Sandbergia Greene
- Shortia Raf. = Boechera Á. Löve & D. Löve